# فولفرام بيرغر
فولفرام بيرغر (بالألمانية: Wolfram Berger) (و. 1945 – م) هو ممثل، وممثل مسرحي، وممثل أفلام من النمسا . ولد في غراتس.

## روابط خارجية
- وولفرام بيرغر على موقع IMDb (الإنجليزية)
- وولفرام بيرغر على موقع ألو سيني (الفرنسية)
- وولفرام بيرغر على موقع ميوزك برينز (الإنجليزية)
- وولفرام بيرغر على موقع أول موفي (الإنجليزية)
- وولفرام بيرغر على موقع قاعدة بيانات الأفلام السويدية (السويدية)
- وولفرام بيرغر على موقع قاعدة بيانات الفيلم (الإنجليزية)
- وولفرام بيرغر على موقع كينوبويسك (الروسية)